# Struthanthus tenuis
Struthanthus tenuis là một loài thực vật có hoa trong họ Loranthaceae. Loài này được Patschovsky miêu tả khoa học đầu tiên năm 1911.